# پدر (فیلم ۱۳۷۴)
پدر یک فیلم ایرانی محصول سال ۱۳۷۴ به کارگردانی و نویسندگی مجید مجیدی که موفق به کسب جوایز متعددی در جشنواره‌های سینمایی در ایران و بین‌المللی شد.

## خلاصه داستان
مهرالله بعد از فوت پدرش، برای تأمین خانواده‌اش در شهر دیگری به کار مشغول می‌شود اما هنگامی که به دیدن مادر و خواهرانش بازمی‌گردد، می‌فهمد که مادرش با مرد مهربانی که ژاندارم است، ازدواج کرده است. مهرالله از این خبر عصبانی می‌شود و نزد مادر رفته و هدیه‌های خود و حقوقش را به او می‌دهد و مادر را برای این ازدواج بازخواست می‌کند و هرچه مادر دلیل می‌آورد، او که کینهٔ ژاندارم را به دل گرفته، قبول نمی‌کند و درصدد آزار او برمی‌آید و با استفاده از فرصتی، اسلحهٔ ژاندارم را به سرقت می‌برد و…

## بازیگران
- محمد کاسبی
- پریوش نظریه
- حسن صادقی
- حسین عابدینی
- محسن روزبهانی
- ندا ابراهیم‌زاده
- صمیم خضری
- نسیم خضری

## جایزه‌ها
- سیمرغ بلورین بهترین فیلم جشنواره فیلم فجر ۱۹۹۶
- سیمرغ بلورین بهترین بازیگر نقش اول مرد جشنواره فیلم فجر ۱۹۹۶
- سیمرغ بلورین بهترین بازیگر نقش مکمل زن جشنواره فیلم فجر ۱۹۹۶
- جایزه هولدن برای بهترین فیلمنامه - بخش جوانان جشنواره فیلم تورین ۱۹۹۶
- جایزه ویژه هیئت داوران - بخش جوانان جشنواره فیلم تورین ۱۹۹۶
- جایزه هیئت داوران - لوح تقدیر جشنواره بین‌المللی فیلم سائو پائولو ۱۹۹۶
- جایزه هیئت داوران جشنواره فیلم سن‌سباستین ۱۹۹۶
- دلفین طلایی جشنواره بین‌المللی فیلم فستوریا ۱۹۹۷